# Tesserete
Tesserete  är huvudorten i kommunen Capriasca i kantonen Ticino, Schweiz. 
Tesserete var tidigare en självständig kommun, men 2001 bildade Tesserete och sex andra kommuner den nya kommunen Capriasca. I den tidigare kommunen ingick även sedan 1976 byn Campestro.